# M6トラクター
M6トラクター（M6 High-Speed Tractor. 38 ton High-Speed Tractor M6：M6 高速牽引車 / 38トン高速牽引車 M6）は、アメリカで開発された大型砲兵トラクターである。

## 概要
アメリカ軍は第1次世界大戦の戦訓から、陸上戦力の機動力向上の一環として砲兵の機動力を向上させる事が重要であると結論した。そのために必要な装備の開発と配備は戦間期の軍縮による予算の抑制から停滞していたが、第二次世界大戦の勃発により軍備の拡大が急務となり、野戦砲の大口径化（必然的に大重量化する）が進んだこともあり、砲の自走化（自走砲化）に加えて牽引砲であってもその移動手段は馬による牽引から砲牽引車によるものへと移行することが必要とされ、砲兵用高速牽引車の開発が求められた。
それら高速牽引車はその目的により7 / 13 / 18 / 38 トンの車重が必要であると結論づけられ、これらのうち最大の能力を持つものとして開発されたのが本車である。本車に求められた38トンの車重とは、口径8インチ(203mm)以上の重砲、特にアメリカ陸軍の保有する野戦榴弾砲では最大の口径を持つM1 240mm榴弾砲、及び最大の重量を持つM1 8インチ砲を牽引できることを目的としたものである。
M6は上述の目的を達成するためのものとして開発され、1944年に制式化されたが、前線部隊への配備が行われたのは同年の末から1945年の初頭であり、第2次世界大戦での運用は短期に終わっている。戦後も装備は継続され、朝鮮戦争でも用いられたが、大戦後に各種の砲牽引車および装軌式弾薬輸送車を統合した性能を持つ高速牽引車が開発された（試作のT42を経てM8 高速牽引車として完成した）ことと、1950年代にはアメリカ軍において240mm榴弾砲の運用が終了したこともあり、1960年までに退役した。

## 開発・生産
M6の開発は1クラス下の18トン砲兵牽引車であるM4 高速牽引車の試作車両であるT9E1の設計を拡大したものとして行われた。そのため、各部のレイアウトやデザインはM4高速牽引車に類似しており、M4を全長、幅共にそのまま拡大したような車両となっている。走行装置は片側3組のボギー式サスペンションを持つ6個の転輪と接地式の誘導輪を持つM4と同様の方式で、エンジンもM4に搭載されたものを2基結合するという形が採用された。
1943年6月には“T22”および“T23”の名称で２種類の試作車が完成し、T22は重砲牽引用に車体後部区画に「第五輪」と呼ばれる結合式牽引装置を持つセミトレーラー方式のもので、T23は大口径高射砲（4.7インチ高射砲(M1 120mm高射砲）牽引用にM4高速牽引車と同様に車体後部区画に弾薬庫を持つ構成であったが、最終的には重砲牽引時には運搬台車を用いる通常の方式とすることに変更されたため、T23への統合が決定され、T23は1943年6月に「38t HSP M6」の名称で制式化され、G-184の供給カタログ指定番号が与えられた。生産はM4高速牽引車と同じくアリス・チャルマーズ社が担当し、1944年2月から1945年8月にかけて1,235両が生産された。 
大戦後、牽引する砲の分解・組立及び搭載作業を行えるよう、またM6を工兵用の重機として用いるため、車体後部に搭載する20トン回転式クレーン及びそれに装着して用いる掘削バケットが「T9」の名称で開発され、ミルウオーキー・エクスカベーター社(Milwaukee excavator,co)が試作を担当した。T9 掘削装置は1947年3月に承認され、「T9S」の名称でM6に搭載した最初の試作機が1947年10月に、試作2号機が1948年初頭に完成してアバディーン試験場においてテストが行われたが、制式採用はなされなかった。

## 運用
M6は1944年末より欧州戦線に部隊配備され、各種の重砲牽引に使用された。しかし、実戦配備は当初の予定より大幅に遅れたため、最も必要とされていたイタリア戦線及びノルマンディー上陸作戦よりのフランス戦線には間に合わず、本来M6が牽引する予定であった各種重砲は主に戦車車体を用いた改造牽引車によって牽引された。太平洋戦線にも配備されたが、それらの車両はハワイ諸島での訓練中に終戦を迎え、実戦には参加することなく終わった。
M6は1950年に勃発した朝鮮戦争でも用いられ、朝鮮戦争終結後、1960年までにすべての車両が退役した。その後、少数の車両が民間に払い下げられて超重量物牽引用のトラクターとして使用されている。
なお、牽引対象とする砲がアメリカ軍以外では殆ど使われなかったこともあり、アメリカ軍以外には供給されておらず、戦後も同盟国への供与は行われていない。

## 特徴
M6は前述のようにM1 240mm榴弾砲及びM1 8インチ砲、更にはM1 120mm高射砲を牽引するために用いられ、戦後はM1／M2(M115) 203mm榴弾砲の牽引にも用いられた。牽引力は最大 60,000 ポンド（約 27.2 トン）で、車体後面下部には最大牽引力 60,000 ポンドのウィンチを装備した。

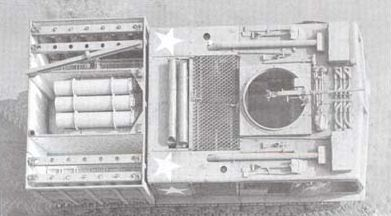
M6 上面
この車両は後部区画の弾薬庫を8インチ用のものとしている

各部はM4高速牽引車と同様に前部を乗員室、中央部に機関室、後部は弾薬庫とした構成となっており、乗員室は半密閉式とし、最前部に操縦席と横掛けの座席があり、その後方に横掛けの座席が前後対向式に2列備えられている構成もM4と同様である。車体後部には弾薬庫を設置していることも同様であるが、M4とは異なり牽引する砲に合わせて搭載弾薬を変更する場合は弾薬庫区画を丸ごと取り替えるのではなく、内部の弾薬搭載ラックのみを変更する方式となっている。弾薬庫には240mm砲弾及び装薬を20発、8インチ砲および4.7インチ高射砲(M1 120mm高射砲）ならば砲弾及び装薬を24発搭載可能となっていた。

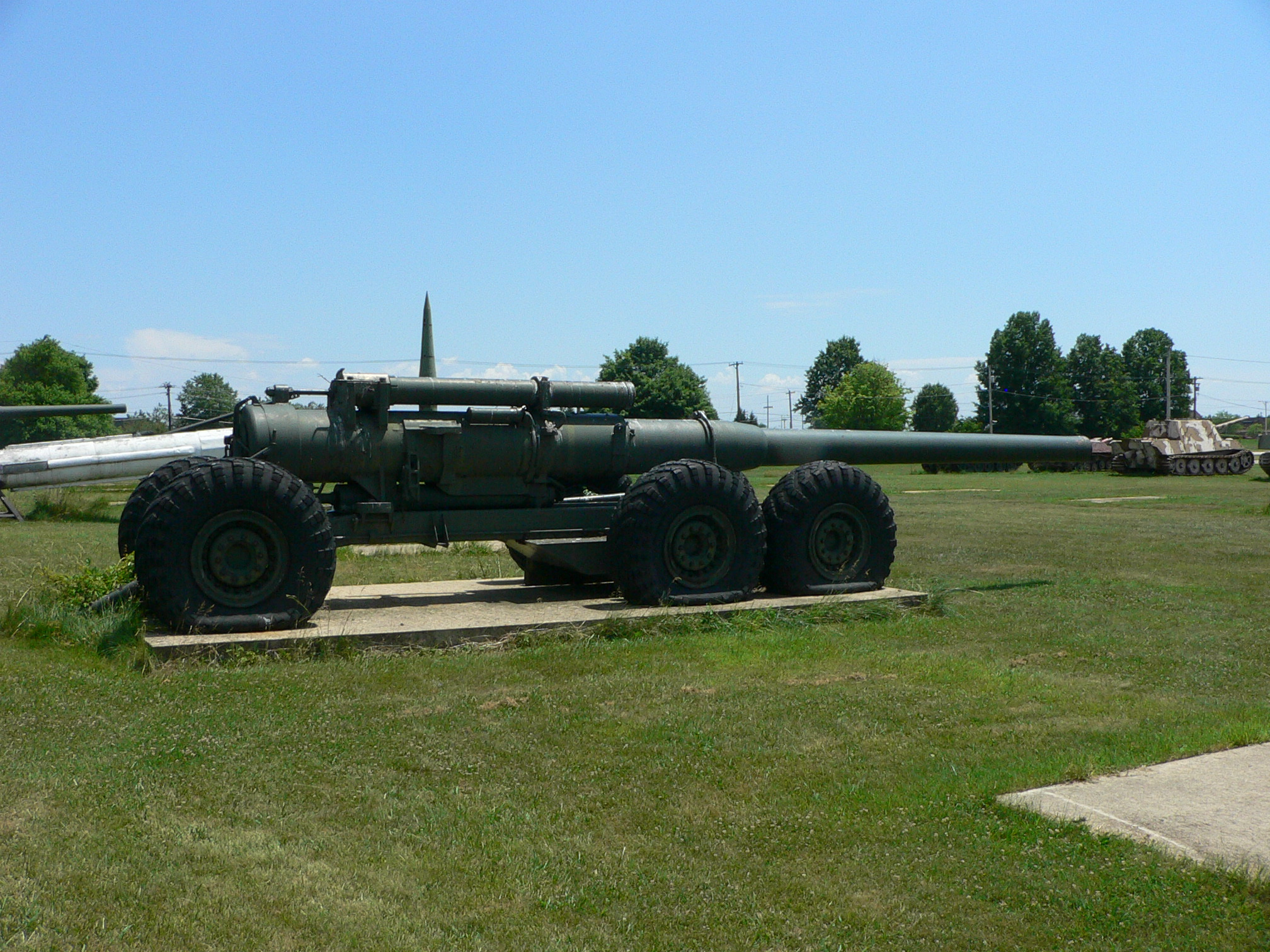
M2運搬台車(M2 Transport Wagon)に積載された状態のM1 8インチ砲の砲身部分

M6でM1 240mm砲及びM1 8インチ砲を牽引する場合、砲を砲身部と砲架及び砲脚部に分割し、2両一組で1門を輸送した。砲の分解・搭載作業のためにはM2 20トントラッククレーン(Truck Mounted Crane M2)を必要とし、2時間程度の時間と多数の人員を必要とした。

前述（「#開発・生産」の節参照）のように試作型のT22では砲を牽引する際には車体後部区画に第五輪を介して車輪付きの被牽引架台に載せた砲身もしくは砲架および砲脚を結合して牽引するセミトレーラー方式とされていたが、この方式は最終的には採用されず、実用型のM6では分割した砲をそれぞれ3軸6輪の運搬台車(M2 / M3 Transport Wagon )に搭載し、台車を連結具を介して車体後面のピントルフックに連結して牽引する。

この他、M6で牽引できる2軸4輪の弾薬輸送用トレーラ(M23 Ammunition Trailer)（積載量8トン）があり、使用時には1軸2輪の砲架車(M5 Heavy Carriage Limber)を介して牽引した。トレーラは2両を連結しての牽引も想定されていた。
アメリカ軍の開発した他の高速牽引車と同様、乗員室の天面には自衛用に全周旋回可能な円周式機銃架があり、M49CリングマウントにM2 12.7mm機関銃を装備し、弾薬500発をキャビン内に搭載した。

## 各型
T22
重砲牽引型の試作車。
T23
高射砲牽引型の試作車。
M6
T23を制式化した量産型。1,235両生産。
T9S
T22 / M6に吊下げ能力20トンの回転式クレーンアタッチメントを搭載した重工作機械型の試作車。試作2両のみ。